# Allison V-3420

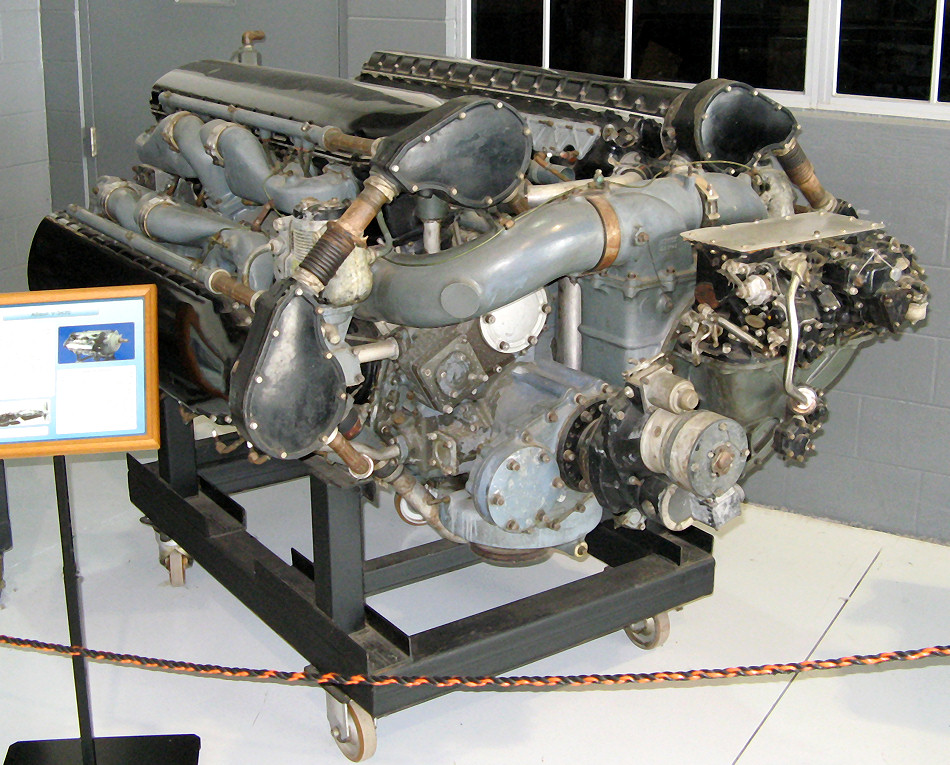
Allison V-3420 (Rückseite mit Vergaser)

Das US-amerikanische Flugtriebwerk Allison V-3420 war ein Kolbenmotor mit 24 Zylindern.

## Geschichte
Das United States Army Air Corps beauftragte im Jahr 1937 die Allison Engine Company mit der Entwicklung eines großvolumigen und leistungsstarken Flugmotors. Da die für diesen Motor vorgesehenen Flugzeuge nicht in größeren Stückzahlen gebaut wurden, entstanden zwischen 1941 und 1945 nur etwa 150 Triebwerke.

## Konstruktion
Der V-3420 bestand im Wesentlichen aus zwei 12-Zylinder-Allison V-1710, deren Kurbelwellen gekoppelt in einem gemeinsamen Kurbelgehäuse liefen.

## Technische Daten
| Kenngrößen   | Daten des Allison V-3420                      |
| ------------ | --------------------------------------------- |
| Bauart       | 24-Zylinder-Doppel-V-Motor, zwei Kurbelwellen |
| Bohrung      | 140 mm                                        |
| Hub          | 152 mm                                        |
| Hubraum      | 56 Liter                                      |
| Trockenmasse | 2.655 lb (ca. 1.200 kg)                       |
| Leistung     | 2.885 PS (ca. 2.100 kW) bei 3000 min−1        |

## Verwendung
- Boeing XB-39 Superfortress
- Douglas XB-19
- Fisher P-75A Eagle
- Lockheed XP-58 Chain Lightning